# آلوآدیا آسندنس
 آلوآدیا آسندنس(نام علمی: Alluaudia ascendens) نام یک گونه از سرده آلوآدیا است.